# Diasemocera petrolei

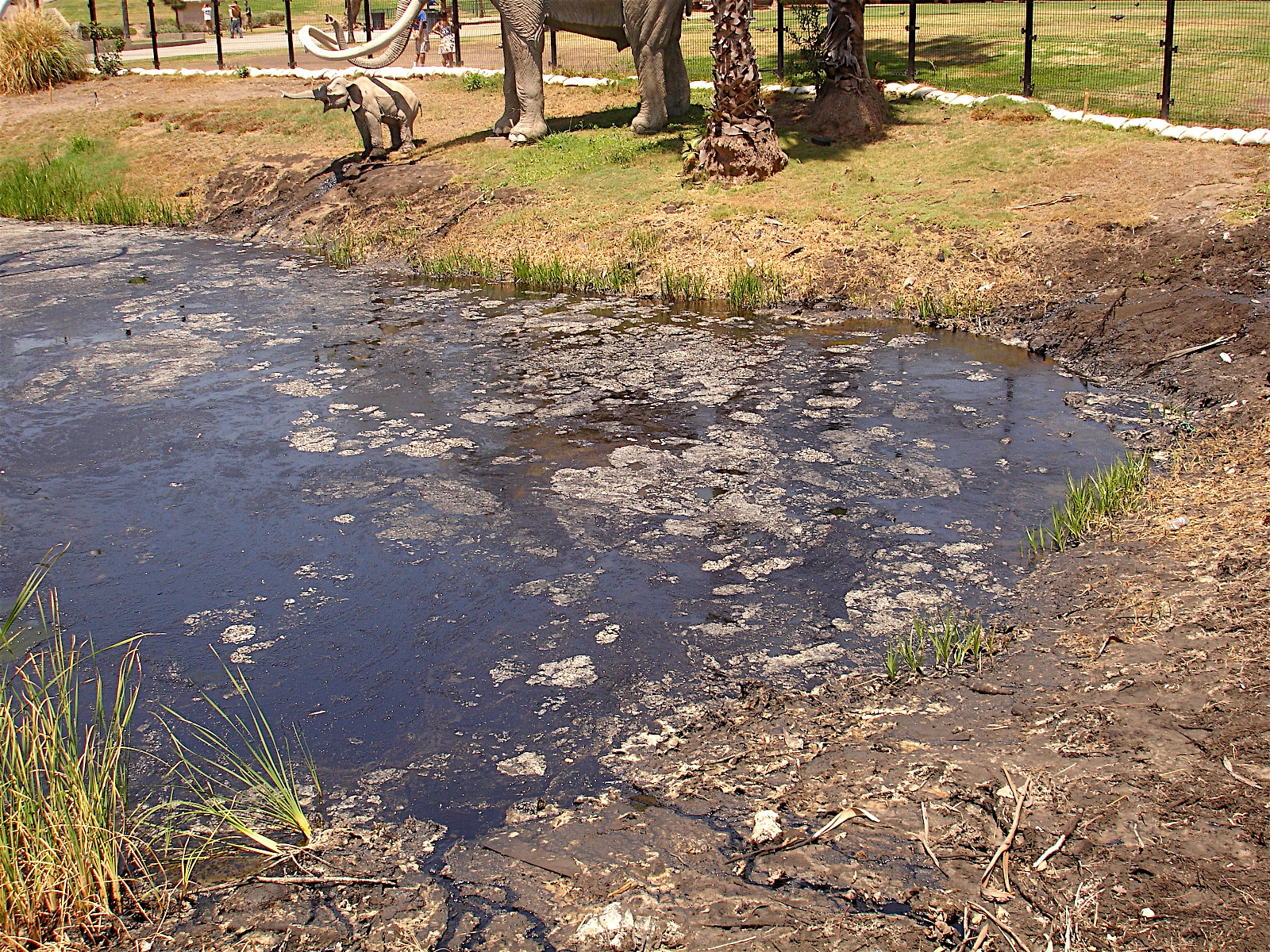
Смоляные ямы Ла-Брея, Калифорния

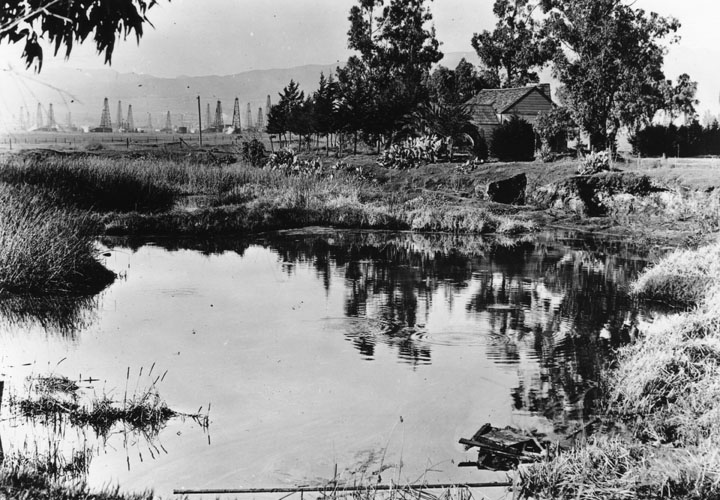
Нефтяные лужи на Ранчо Ла-Брея в 1910 году

Diasemocera petrolei (лат.) — вид нефтяных мух (англ. Petroleum fly) из семейства береговушек (Ephydridae) отряда Двукрылые. Эндемики США (штата Калифорния). Личинка питается мёртвыми насекомыми, упавшими в нефтяные лужи, что делает их (Diasemocera petrolei) единственными в мире насекомыми, способными выживать в сырой нефти — субстанции, обычно ядовитой для членистоногих. В 1941—2018 годах была известна под именем Helaeomyia petrolei.
Английский зоолог профессор Уильям Хоман Торп (англ. William Homan Thorpe) считал нефтяную муху «несомненно, одной из главных биологических диковинок мира» («undoubtedly one of the chief biological curiosities of the world»).

## Распространение

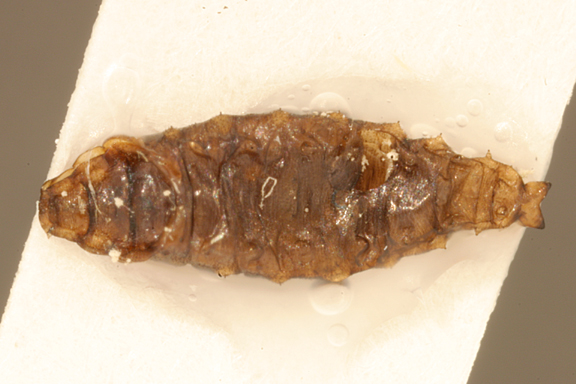
Куколка нефтяной мухи D. petrolei

Неарктика. Обнаружены только в Северной Америке, причём до сих пор только в одном американском штате (Калифорния, США). Впервые они были описаны в 1899 году американским энтомологом Даниелем Кокилетом из разливов сырой нефти Ранчо Ла-Брея (La Brea Tar Pits) недалеко от города Лос-Анджелес (Калифорния), хотя личинки были известны местным нефтяникам уже за много лет до этого. Популяция мух не считается находящейся под угрозой исчезновения.

## Описание
Имаго имеют длину около 5 мм, серовато-чёрного цвета; жужжальца желтоватого цвета. Глаза, покрытые волосками, расположены у середины лица. 3-й членик усика немного длиннее второго сегмента, шипик которого не достигает вершины антенны. Длина крыльев около 2 мм.
Хотя обычно личинки медленно плавают вблизи поверхности нефти, дыша через специальные дыхальцы, выступающие немного выше поверхности нефтяной плёнки, они способны погружаться на продолжительное время. Поведение при спаривании и процесс откладки яиц до сих пор не описаны, но считается, что яйца не размещаются внутри нефтяных луж. Личинки оставляют их только для окукливания, перемещаясь на стебли ближайших растений. Взрослые мухи могут спокойно расхаживать по поверхности нефти, но сразу же прилипают к ней, если коснутся её крыльями или брюшком.
Личинки проглатывают большое количество нефти и асфальтных смесей (их кишечник может быть полностью заполнен нефтью). Однако эксперименты показали, что они поедают насекомых, попавших в нефтяные лужи. Хотя температура нефти может достигать +38 °C, личинки переживают это без всяких последствий, даже когда дополнительно подвергаются воздействию 50 % скипидара или 50 % ксилола в лабораторных экспериментах. Личинки нефтяных мух содержат около 200 000 гетеротрофных бактерий (Providencia rettgeri и Acinetobacter). В кишечнике наблюдается среда с pH около 6,5, пригодная для развития этих бактерий. Однако пока ещё нет никаких доказательств того, что эти бактерии как-то способствуют развитию самих насекомых.

## Таксономия
Вид был впервые описан в 1899 году американским энтомологом Даниелем Кокилетом под названием Psilopa petrolei Coquillett, 1899. В 1941 году диптеролог Эзра Крессон (Ezra T. Cresson, Jr.; 1876—1948) включил его в состав рода Helaeomyia под названием Helaeomyia petrolei, которое сохранялось на протяжении более полувека. В 2018 году род Helaeomyia  Cresson, 1941 (типовой вид Psilopa petrolei) был сведён в синонимы к роду Diasemocera  Bezzi, 1895 и таксон Helaeomyia petrolei перенесён в этот восстановленный род Diasemocera (ранее он считался синонимом рода Psilopa), получив именование Diasemocera petrolei (Coquillett, 1899).